# One Knoxville SC
El One Knoxville Sporting Club es un equipo de fútbol de Knoxville, Estados Unidos que juega en la USL League Two, la cuarta división de fútbol en el país.

## Historia

### USL League Two
El club se presentó inicialmente como Knox Pro Soccer y comenzó como un club semiprofesional de la USL League Two con el objetivo de pasar finalmente a la USL League One profesional en el futuro. El nombre oficial del equipo, One Knoxville Sporting Club, se anunció el 15 de julio de 2021. El escudo oficial del equipo, diseñado por el artista Matthew Wolff, se presentó el 19 de agosto de 2021. Mark McKeever fue designado como el primer entrenador en jefe del club el 13 de enero de 2021.
El equipo hizo su debut en la USL2 el 14 de mayo de 2022 recibiendo al Asheville City SC,  donde fueron derrotados por 2-1 frente a 2200 espectadores. Registraron su primera victoria en su próximo partido el 17 de mayo, derrotando a los Tri-Cities Otters por 1-0. En su temporada inaugural, ganaron la División Sur Central, con un récord de 11-1-2, avanzando a los playoffs. Después de ganar sus dos primeras rondas de playoffs, el club fue derrotado por North Carolina Fusion U23 en las Finales de la Conferencia Sur (cuartos de final de la liga).

### USL League One
El 20 de octubre de 2022, se anunció que el club pasaría al nivel totalmente profesional y se uniría a la USL League One. El club también anunció que los 15 partidos en casa del equipo se jugarían en el Regal Stadium, hogar de las Tennessee Lady Volunteers.
El club anunció su primer fichaje profesional el 12 de diciembre de 2022, el delantero Ilija Ilić, quien también se desempeñará como entrenador asistente.
El club obtuvo su primera victoria profesional con una victoria por 2-1 sobre el Lexington SC. El mediocampista Jimmie Villalobos anotó el primer gol profesional del equipo.

## Temporadas
| Año  | Liga           | Récord | Pos.                    | Playoffs             | Open Cup    |
| ---- | -------------- | ------ | ----------------------- | -------------------- | ----------- |
| 2022 | USL League Two | 11–1–2 | 1º, División Centro Sur | Final de Conferencia | no elegible |
| 2023 | USL League One | TBD    | TBD                     | TBD                  | TBD         |